# Bian Yuqian
Bian Yuqian (chiń. 卞雨倩; ur. 14 czerwca 1990 r. w Chinach). Siatkarka gra na pozycji rozgrywającej.
Obecnie występuje w drużynie Shanghai.